# Massimo Paronuzzi
Massimo Paronuzzi (Venezia, 20 novembre 1949) è un ex cestista italiano.
Alto 1,93, giocava nel ruolo di esterno.

## Carriera

### Club
Approda alla Pallacanestro nel 1966 iniziando a giocare con la Reyer Venezia.
La sua carriera sportiva inizia all'età di diciassette anni e terminata a ventidue anni.
Nel campionato italiano ha giocato per: Reyer Venezia, Assi Brindisi (1971-1972) e U.S. Palermo (1969-1970)

### Nazionale
Ha giocato con la nazionale italiana nel 1967 e 1968.

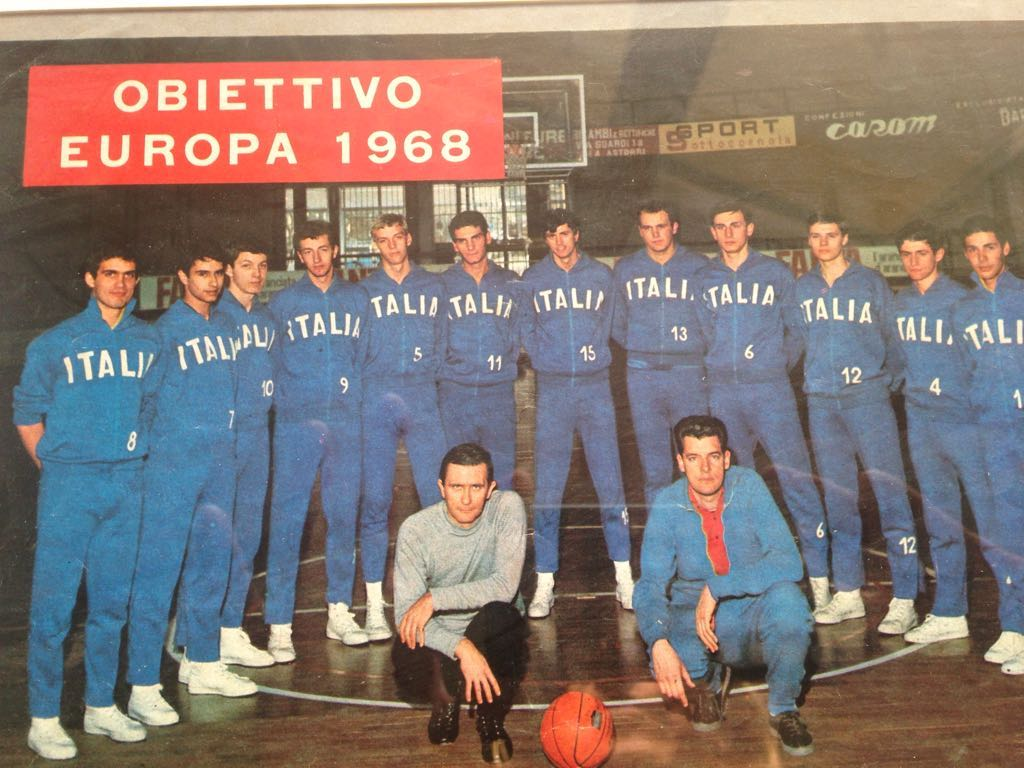
Nazionale Italiana Pallacanestro, 1967 - Paronuzzi, 4º da Sinistra